# Majastres
Majastres (Majastre en provençal selon la norme classique et la norme mistralienne) est une commune française, située dans le département des Alpes-de-Haute-Provence en région Provence-Alpes-Côte d'Azur.
Avec cinq habitants permanents en 2021, elle est la commune la moins peuplée du département (Alpes-de-Haute-Provence) et de la région (Provence-Alpes-Côte d'Azur), et l'une des moins peuplées de France.
Le nom de ses habitants est Malejactois.

## Géographie

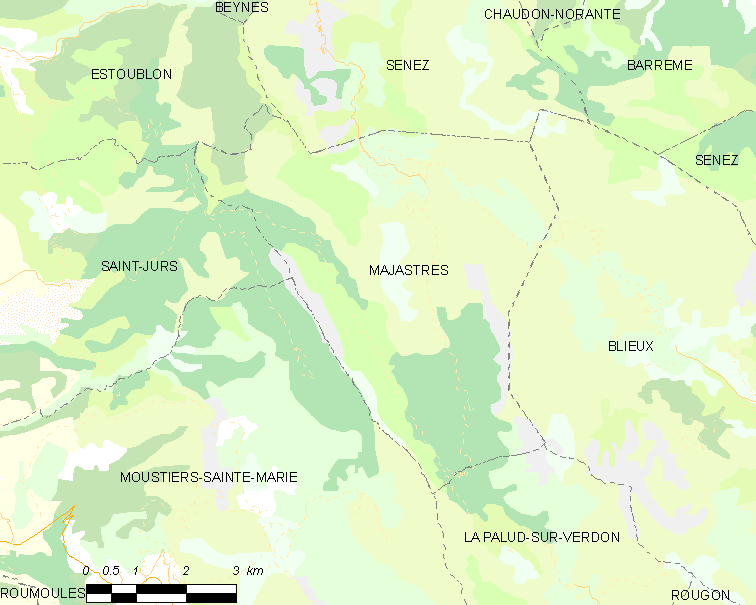
Majastres et les communes voisines (Cliquez sur la carte pour accéder à une grande carte avec la légende).

### Situation et accès
Le village est situé à 1 143 mètres d’altitude,, au cœur du massif du Montdenier. La commune est membre du Parc naturel régional du Verdon.
Le point culminant est le sommet du Serre de Montdenier, à 1 749 mètres d’altitude.
On atteint Majastres à partir de Mézel, par le col de la Croix (869 mètres) et par la route départementale 17 ; la route est étroite mais correctement goudronnée. Au départ de Saint-Jurs, une route, réduite à l’état de piste terreuse sur une partie de son parcours, passe par le col de Saint-Jurs (1318 mètres) puis la vallée de l’Estoublaïsse, successivement dans une forêt méditerranéenne (pins et chênes) et dans des gorges étroites. Enfin, une autre piste étroite et très caillouteuse relie Majastres à Blieux.

### Communes limitrophes
Majastres est limitrophe de six communes, toutes situées dans le département des Alpes-de-Haute-Provence et réparties géographiquement de la manière suivante :

### Géologie et relief
C'est une des communes couvertes par la Réserve naturelle géologique de Haute-Provence

Montagnes de Majastres
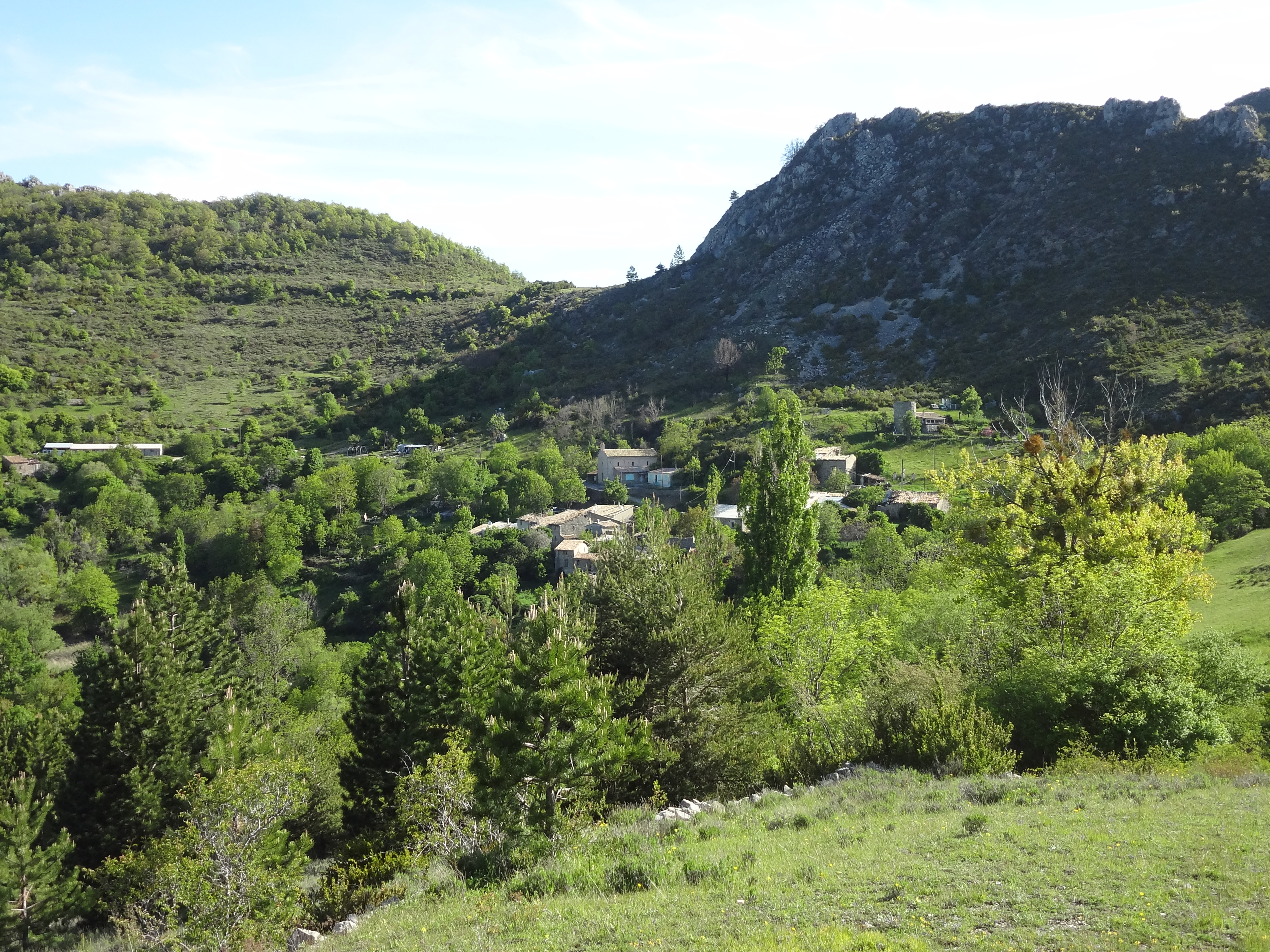
Le village dans le paysage.
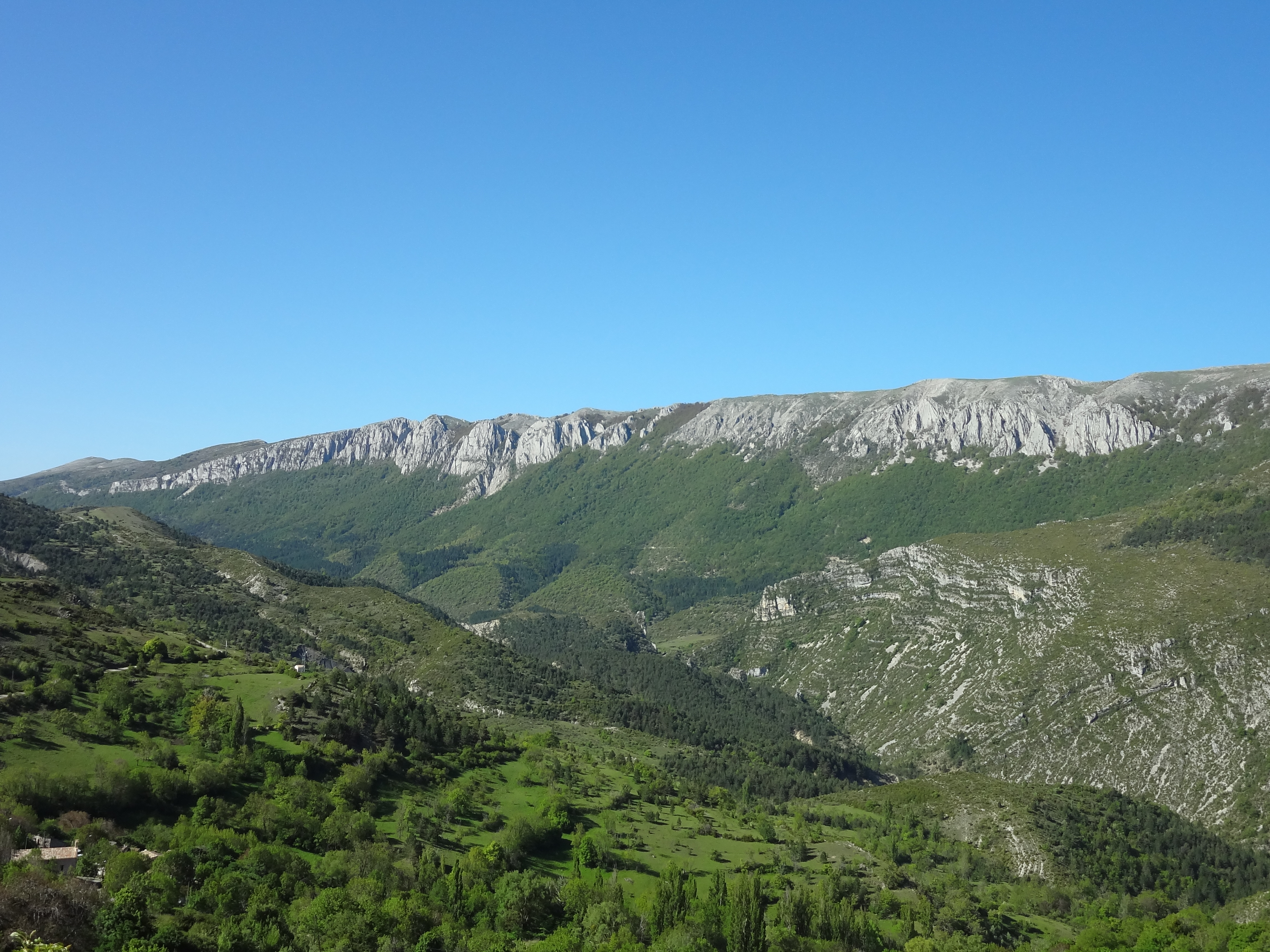
La longue barre rocheuse du Serre de Montdenier (Massif du Montdenier).
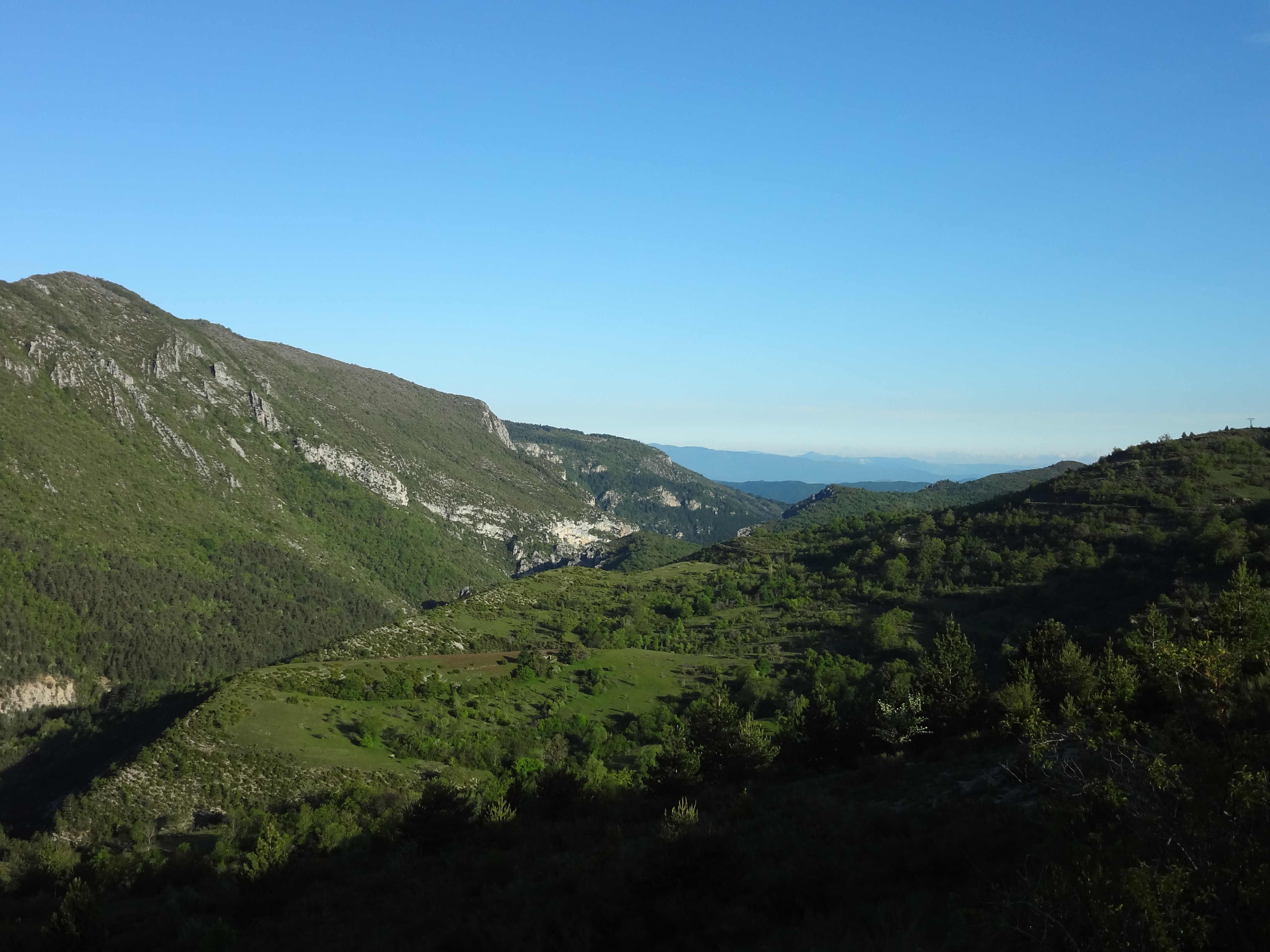
Vallée encaissée de l’Estoublaïsse.
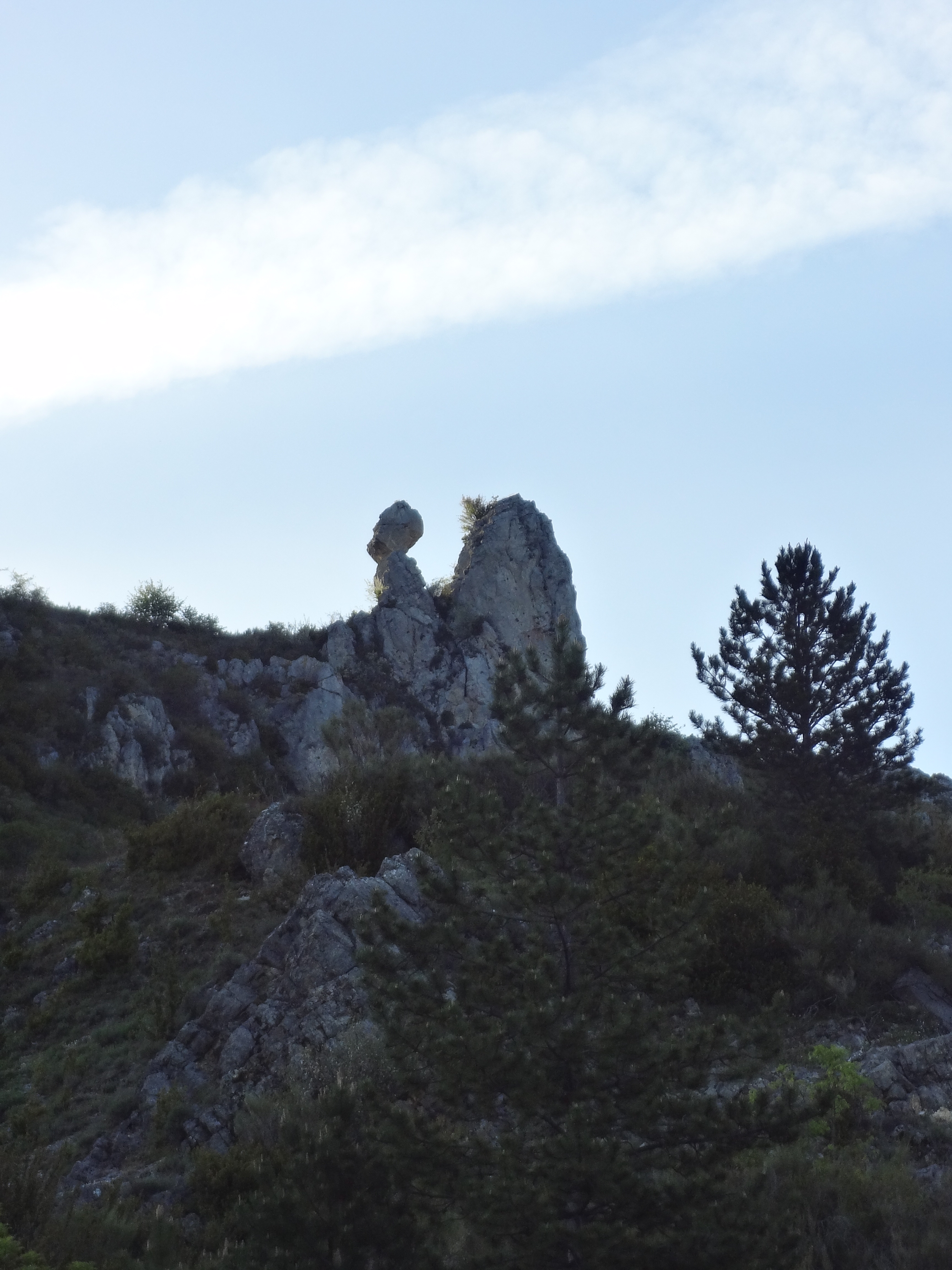
Relief montagne de Saint-Sauveur.
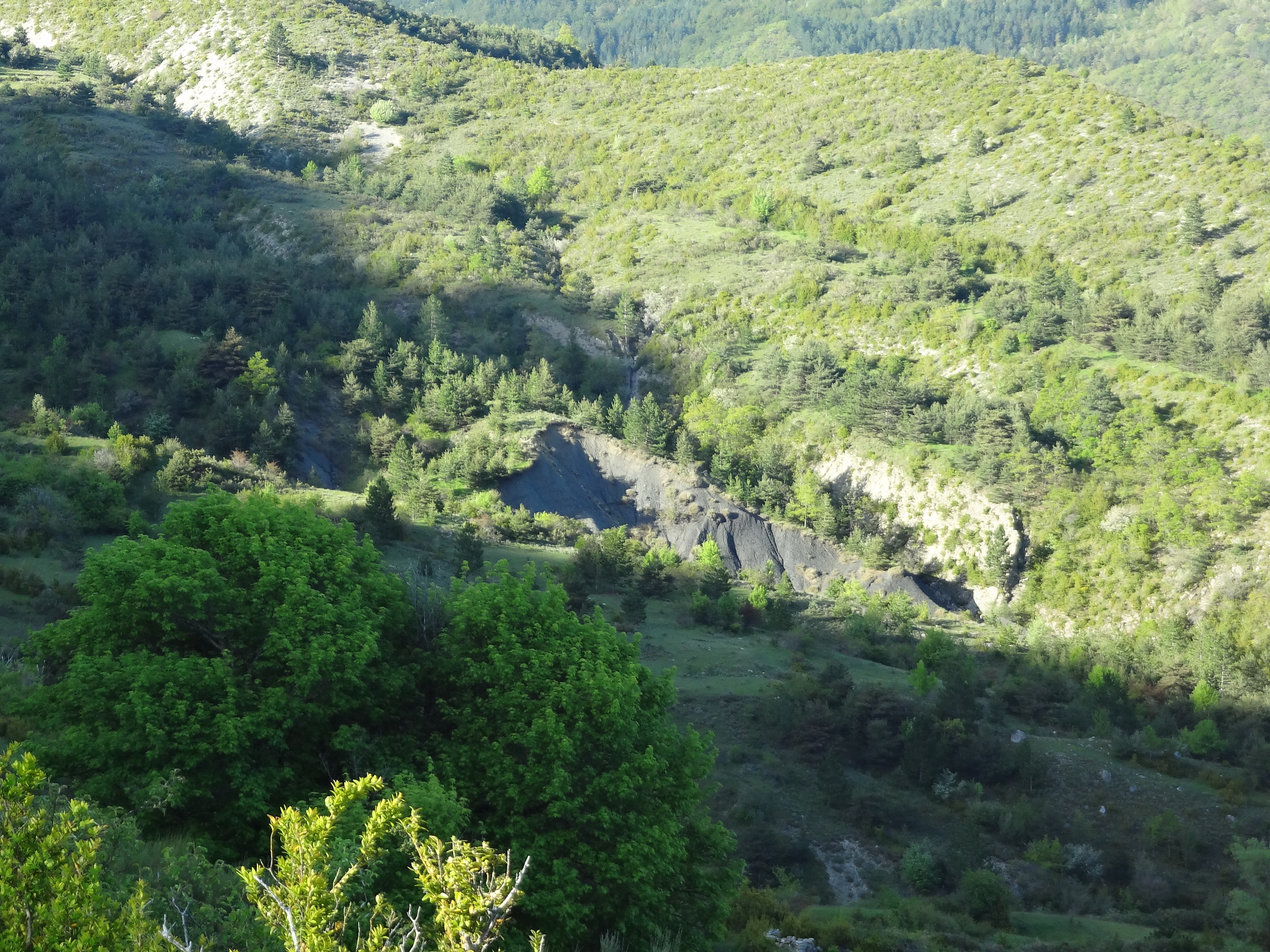
Robines à Majastres.

### Hydrographie
- L'eau dans la commune[5] :
  - Liste des masses d'eau superficielles directement impactées (traversant la commune) : ravin du riou d'ourgeas; ravin du pas d'escale; L'Estoublaise
- Mesure des eaux souterraines, Lieu-dit : Ruisseau De Ville : Code national du point d’eau : 09702X0001/HY, Code européen du point d’eau : FR09702X0001/HY[6].

### Flore et faune
Une liste des espèces recensées a permis d'inventorier 754 taxons terminaux (espèces et infra-espèces) sur la commune.

### Transports
La seule route desservant la commune de Majastres est la départementale 17 des Alpes-de-Haute-Provence, une route difficile qui la relie à la vallée de l'Asse (Mézel) au nord, et à celle du Verdon (Rougon) au sud.
L'ancienne halte du « Train des Pignes », située à plusieurs heures de marche du village entre Norante et Barrême, a été fermée en 2013.

### Risques majeurs
Le canton de Mézel auquel appartient Majastres est en zone 1b (sismicité faible) selon la classification déterministe de 1991, basée sur les séismes historiques, et en zone 3 (risque modéré) selon la classification probabiliste EC8 de 2011. La commune de Majastres est également exposée à deux autres risques naturels : les feux de forêt et les mouvements de terrain.
La commune de Majastres n’est exposée à aucun des risques d’origine technologique recensés par la préfecture. De plus, elle ne dispose d'aucun plan de prévention des risques naturels (PPR) ni d'aucun dossier d'information communal sur les risques majeurs (DICRIM).
Le seul tremblement de terre fortement ressenti dans la commune est celui de Chasteuil, le 30 novembre 1951, avec une intensité macro-sismique ressentie de IV et demi sur l’échelle MSK
,.

### Climat
Pour des articles plus généraux, voir Climat de Provence-Alpes-Côte d'Azur et Climat des Alpes-de-Haute-Provence.
En 2010, le climat de la commune est de type climat méditerranéen altéré, selon une étude du Centre national de la recherche scientifique s'appuyant sur une série de données couvrant la période 1971-2000. En 2020, Météo-France publie une typologie des climats de la France métropolitaine dans laquelle la commune est exposée à un climat de montagne ou de marges de montagne et est dans la région climatique Alpes du sud, caractérisée par une pluviométrie annuelle de 850 à 1 000 mm, minimale en été.
Pour la période 1971-2000, la température annuelle moyenne est de 8,6 °C, avec une amplitude thermique annuelle de 17 °C. Le cumul annuel moyen de précipitations est de 923 mm, avec 6,8 jours de précipitations en janvier et 5,1 jours en juillet. Pour la période 1991-2020, la température moyenne annuelle observée sur la station météorologique de Météo-France la plus proche, « St Jurs », sur la commune de Saint-Jurs à 7 km à vol d'oiseau, est de 12,6 °C et le cumul annuel moyen de précipitations est de 828,9 mm. 
La température maximale relevée sur cette station est de 38 °C, atteinte le 28 juin 2019 ; la température minimale est de −16,5 °C, atteinte le 13 février 2010,,.
Les paramètres climatiques de la commune ont été estimés pour le milieu du siècle (2041-2070) selon différents scénarios d'émission de gaz à effet de serre à partir des nouvelles projections climatiques de référence DRIAS-2020. Ils sont consultables sur un site dédié publié par Météo-France en novembre 2022.

## Urbanisme

### Typologie
Au 1er janvier 2024, Majastres est catégorisée commune rurale à habitat très dispersé, selon la nouvelle grille communale de densité à 7 niveaux définie par l'Insee en 2022.
Elle est située hors unité urbaine et hors attraction des villes,.

### Occupation des sols
L'occupation des sols de la commune, telle qu'elle ressort de la base de données européenne d’occupation biophysique des sols Corine Land Cover (CLC), est marquée par l'importance des forêts et milieux semi-naturels (100 % en 2018), une proportion identique à celle de 1990 (100 %). La répartition détaillée en 2018 est la suivante : 
milieux à végétation arbustive et/ou herbacée (49,7 %), forêts (40,1 %), espaces ouverts, sans ou avec peu de végétation (10,2 %).
L'évolution de l’occupation des sols de la commune et de ses infrastructures peut être observée sur les différentes représentations cartographiques du territoire : la carte de Cassini (XVIIIe siècle), la carte d'état-major (1820-1866) et les cartes ou photos aériennes de l'IGN pour la période actuelle (1950 à aujourd'hui).

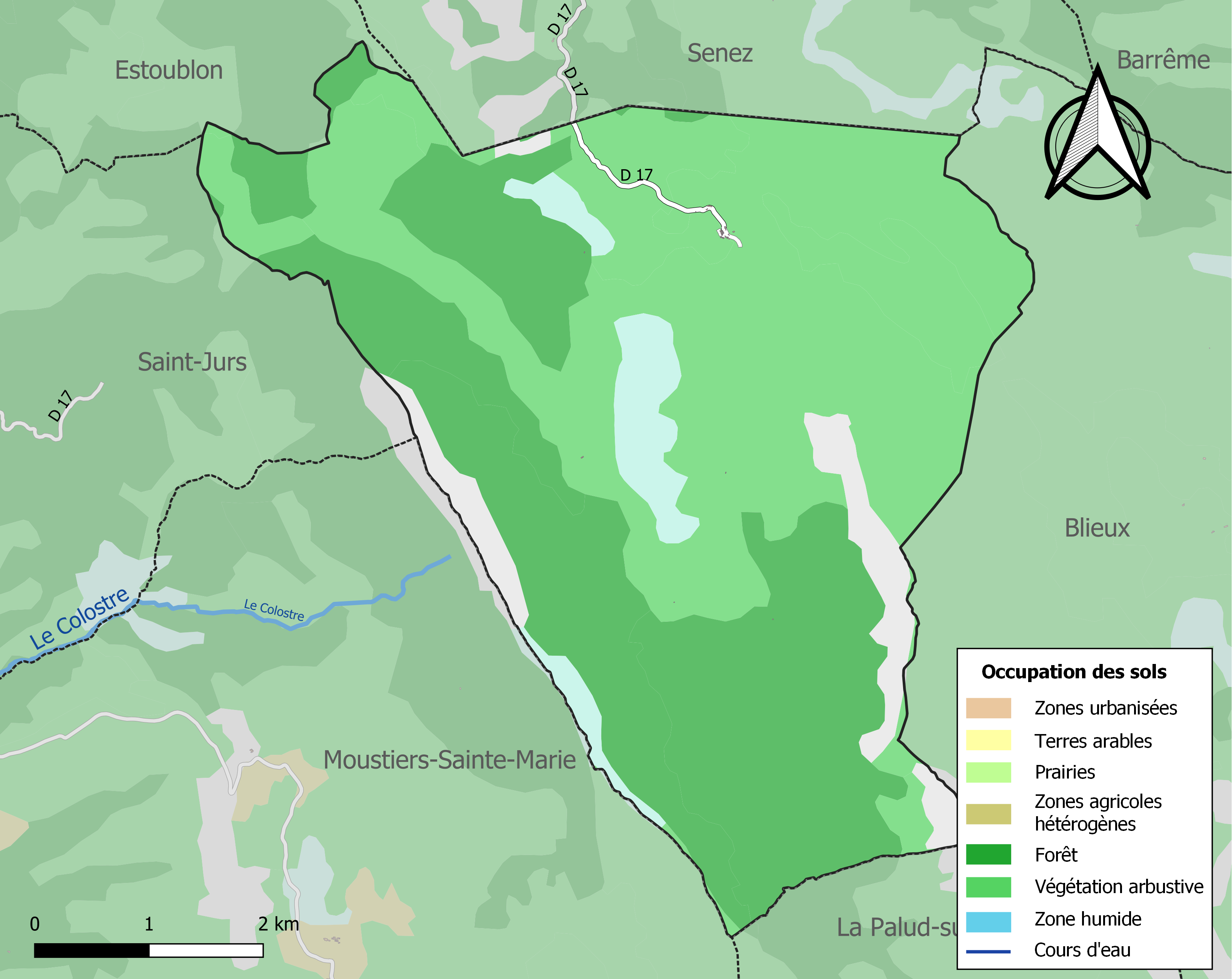
Carte de l'occupation des sols de la commune en 2018 (CLC).

## Toponymie
La localité apparaît pour la première fois dans les textes en 1040, de terra Magastris. Selon Charles Rostaing, il s’agirait d’un nom formé sur une racine pré-indo-européenne, *Mag-. Selon Ernest Nègre, il peut s’agir d’un nom propitiatoire, visant à attirer un destin favorable, formé de l’occitan mager (plus grand) et astre (destin) : le village au destin meilleur,
.
Charles Rostaing considère que Levens, de la même façon que Majastres, est un toponyme antérieur aux Gaulois.

## Histoire
La communauté de Majastres, signalée en 1040 pour la première fois, relevait de la baillie de Digne. Le chapitre de Riez percevait les revenus liés aux églises des deux communautés de Levens et Majastres. Il existait également deux prieurés, Saint-Sauveur et Saint-Pierre. En 1309, Guillaume de Roumoules est signalé comme seigneur de Roumoules, de Beaujeu, de Bédéjun, de Bras-d'Asse, d'Entrages, de Majastres, de Vergons et d'Estoublon.
Durant les guerres de religion, le bourg est attaqué et saccagé par les protestants en 1574. Les carcistes (catholiques radicaux), menés par le comte de Sault et Hubert de Garde de Vins, prennent et saccagent le village le 25 avril 1576.
Durant la Révolution, cette commune comptait une société patriotique, créée après la fin de 1792. Les communes du Poil et de Majastres en possédaient également chacun une, mais les deux communes ayant de bonnes relations, elles fusionnent en mai 1793.
Comme de nombreuses communes du département, Levens et Majastres se dotent d’écoles bien avant les lois Jules Ferry : en 1863, chaque commune en possède une, installée au chef-lieu, qui dispensent une instruction primaire aux garçons. Aucune instruction n’est donnée aux filles : ni la loi Falloux (1851), qui impose l’ouverture d’une école de filles aux communes de plus de 800 habitants, ni la première loi Duruy (1867), qui abaisse ce seuil à 500 habitants, ne concernent les deux communes, et ce n’est qu’avec les lois Ferry que les filles de Levens et de Majastres sont régulièrement scolarisées.
La commune de Levens est rattachée à Majastres en 1951. Son nom apparaît dans les chartes vers 1200, sous la forme Levenz. Elle comptait 27 feux en 1301, était comme Majastres inhabitée en 1471 et avait 169 habitants en 1765.

## Économie

### Aperçu général
En 2009, la population active comptait une seule personne, ayant un emploi. Du fait de l’extrême faiblesse de l’économie locale, le secteur primaire représente la totalité des emplois de Majastres.

### Agriculture
Fin 2010, le secteur primaire (agriculture, sylviculture, pêche) comptait quatre établissements actifs au sens de l’Insee (exploitants non professionnels inclus) et un emploi salarié.
Les exploitations professionnelles sont inexistantes en 2010, selon l’enquête Agreste du ministère de l’Agriculture. Elles étaient trois en 1988 avec une surface agricole utile (SAU) de 544 hectares.

### Activités de service
Fin 2010, le secteur tertiaire (commerces, services) comptait un seul établissement, la mairie.
D'après l’Observatoire départemental du tourisme, la fonction touristique est très importante pour la commune, avec plus de cinq touristes accueillis par habitant, statistique faussée par la faiblesse de la population. La seule capacité d'hébergement de la commune consiste en ses résidences secondaires : au nombre de 12, elles représentent 86 % des logements,.

## Politique et administration

### Habitants, électeurs et élus
Bien que ne comptant que quatre habitants permanents (en 2017), la commune compte 19 électeurs inscrits, incluant les résidents secondaires. Conformément à la loi, le conseil municipal compte sept membres, élus au scrutin plurinominal. Pour les élections de mars 2020, neuf candidats se présentent, dont le maire sortant.

### Liste des maires
| Période                                  | Période                      | Identité             | Étiquette | Qualité  |
| ---------------------------------------- | ---------------------------- | -------------------- | --------- | -------- |
| mai 1945                                 | mars 1983 ?                  | Adrien Pierrisnard   |           |          |
| mars 1983                                | 21 juin 2013 (décès)         | Gustave Pierrisnard, | PCF       | Retraité |
| mars 2014                                | En cours (au 5 janvier 2022) | Jean Sévenier        | SE        | Artisan  |
| Les données manquantes sont à compléter. |                              |                      |           |          |

### Intercommunalité
Majastres a fait partie, de 2005 à 2012, de la communauté de communes de l'Asse et de ses Affluents, puis de 2013 à 2016 de la communauté de communes Asse Bléone Verdon. Cette dernière a fusionné avec d'autres communautés de communes pour constituer la communauté d'agglomération Provence-Alpes Agglomération, existant depuis le 1er janvier 2017.

### Budget et fiscalité 2015
En 2015, le budget de la commune était constitué ainsi :
- total des produits de fonctionnement : 33 000 €, soit 16 461 € par habitant ;
- total des charges de fonctionnement : 45 000 €, soit 22 681 € par habitant ;
- total des ressources d’investissement : 16 000 €, soit 8 089 € par habitant ;
- total des emplois d’investissement : 9 000 €, soit 4 669 € par habitant.
- endettement : 0 €, soit 25 € par habitant.

Avec les taux de fiscalité suivants :
- taxe d’habitation : 2,67 % ;
- taxe foncière sur les propriétés bâties : 3,22 % ;
- taxe foncière sur les propriétés non bâties : 25,00 % ;
- taxe additionnelle à la taxe foncière sur les propriétés non bâties : 0,00 % ;
- cotisation foncière des entreprises : 0,00 %.

## Démographie
Majastres est une des communes parmi les moins peuplées de France avec Rochefourchat et Aulan (Drôme), Leménil-Mitry (Meurthe-et-Moselle), Baren (Haute-Garonne) et Ornes (Meuse). En 2022, la commune comptait 5 habitants. À partir du XXIe siècle, les recensements des communes de moins de 10 000 habitants sont effectués tous les cinq ans (2006, 2011, 2016 pour Mane). Depuis 2004, les autres chiffres sont des estimations.

### Majastres
L'évolution du nombre d'habitants est connue à travers les recensements de la population effectués dans la commune depuis 1765. Pour les communes de moins de 10 000 habitants, une enquête de recensement portant sur toute la population est réalisée tous les cinq ans, les populations de référence des années intermédiaires étant quant à elles estimées par interpolation ou extrapolation. Pour la commune, le premier recensement exhaustif entrant dans le cadre du nouveau dispositif a été réalisé en 2006.

En 2022, la commune comptait 5 habitants, en évolution de +25 % par rapport à 2016 (Alpes-de-Haute-Provence : +2,84 %, France hors Mayotte : +2,11 %).
| 1765 | 1793 | 1800 | 1806 | 1821 | 1831 | 1836 | 1841 | 1846 |
| ---- | ---- | ---- | ---- | ---- | ---- | ---- | ---- | ---- |
| 276  | 224  | 202  | 216  | 248  | 270  | 270  | 263  | 259  |

| 1851 | 1856 | 1861 | 1866 | 1872 | 1876 | 1881 | 1886 | 1891 |
| ---- | ---- | ---- | ---- | ---- | ---- | ---- | ---- | ---- |
| 225  | 245  | 226  | 213  | 202  | 165  | 166  | 174  | 156  |

| 1896 | 1901 | 1906 | 1911 | 1921 | 1926 | 1931 | 1936 | 1946 |
| ---- | ---- | ---- | ---- | ---- | ---- | ---- | ---- | ---- |
| 143  | 137  | 117  | 95   | 57   | 54   | 41   | 44   | 43   |

| 1954 | 1962 | 1968 | 1975 | 1982 | 1990 | 1999 | 2006 | 2011 |
| ---- | ---- | ---- | ---- | ---- | ---- | ---- | ---- | ---- |
| 35   | 27   | 20   | 14   | 12   | 10   | 8    | 2    | 2    |

| 2016 | 2021 | 2022 | - | - | - | - | - | - |
| ---- | ---- | ---- | - | - | - | - | - | - |
| 4    | 5    | 5    | - | - | - | - | - | - |

| 1315    | 1471      |
| ------- | --------- |
| 26 feux | inhabitée |

### Levens

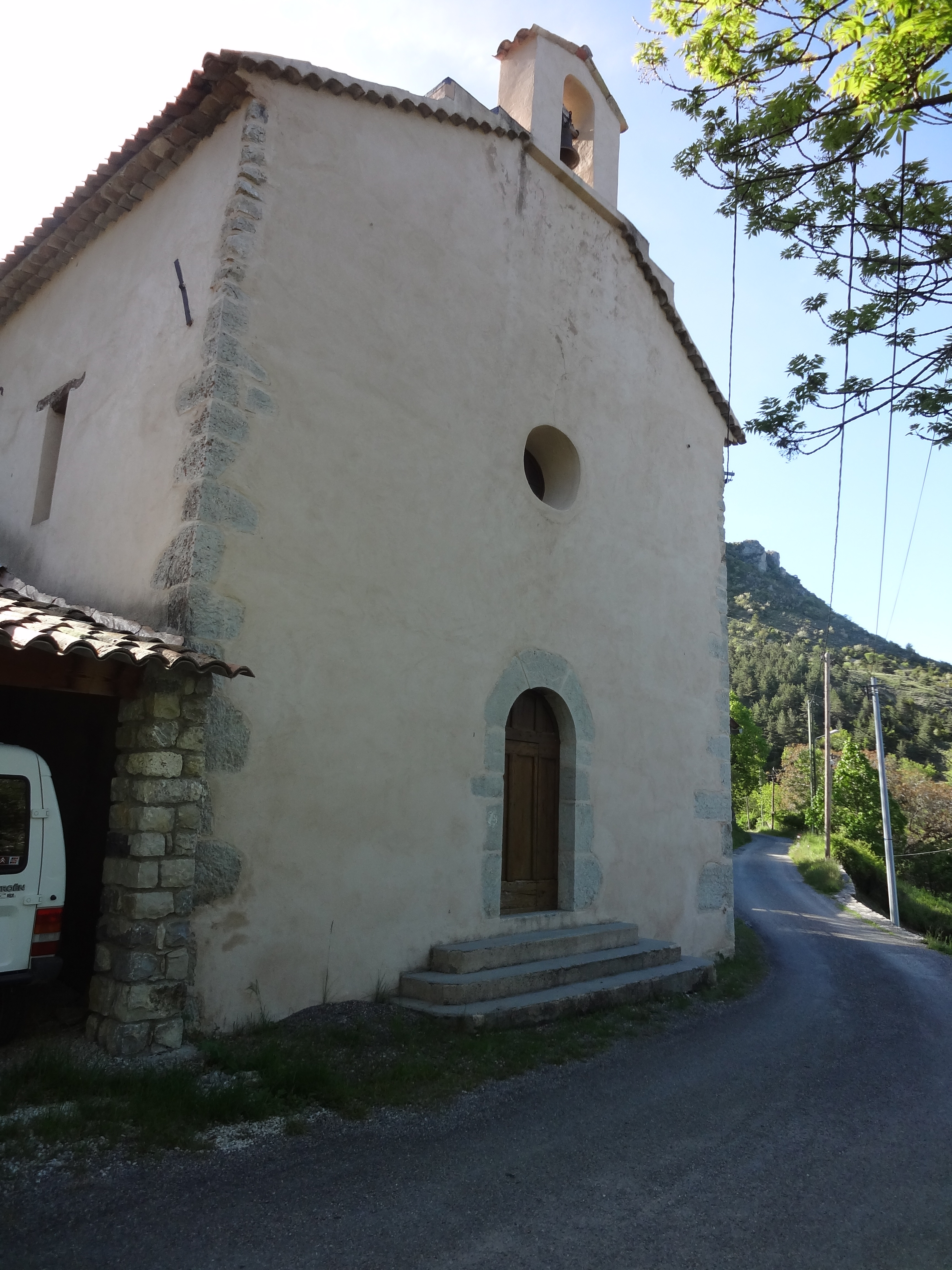
Façade de l'église Notre-Dame de la Roche.

| 1315    | 1471     | 1765 | 1793 | 1800 | 1806 | 1821 | 1831 | 1836 | 1841 |
| ------- | -------- | ---- | ---- | ---- | ---- | ---- | ---- | ---- | ---- |
| 27 feux | inhabité | 169  | 131  | 88   | 134  | 155  | 157  | 178  | 152  |

| 1846 | 1851 | 1856 | 1861 | 1866 | 1872 | 1876 | 1881 | 1886 | 1891 |
| ---- | ---- | ---- | ---- | ---- | ---- | ---- | ---- | ---- | ---- |
| 167  | 163  | 153  | 139  | 137  | 126  | 138  | 110  | 99   | 103  |

| 1896 | 1901 | 1906 | 1911 | 1921 | 1926 | 1931 | 1936 | 1946 | - |
| ---- | ---- | ---- | ---- | ---- | ---- | ---- | ---- | ---- | - |
| 78   | 74   | 66   | 55   | 19   | 7    | 4    | 4    | 5    | - |

## Culture locale et patrimoine

### Lieux et monuments
- L’église paroissiale est placée sous le vocable de Notre-Dame-de-la-Roche[38].,[28].
- L’ancienne église paroissiale de Levens est, elle, sous la titulature de Saint-Barnabé[28].
- Le monument aux morts de la guerre 1914-1918[58],[59].
- Croix de Saint-Sauveur.

### Héraldique
| Blason de Majastres | Blason  | De gueules à la tour d'or maçonnée de sable posée sur un mont d'argent,.                                        |
| Blason de Majastres | Détails | Blason attribué par Charles d'Hozier à la fin du XVIIe siècle. Le statut officiel du blason reste à déterminer. |

| Blason de Levens | Blason  | D'azur à la fasce d'argent, chargée de l'inscription « LEVENS » en lettres capitales de sable,.                 |
| Blason de Levens | Détails | Blason attribué par Charles d'Hozier à la fin du XVIIe siècle. Le statut officiel du blason reste à déterminer. |

### Filmographie
- Les Naufragés de la D17 de Luc Moullet. Majastres apparaît déjà dans Les terres noires, du même réalisateur en 1961[63].